# テュンブラの戦い
テュンブラの戦い（英語：Battle of Thymbra）は、リュディア王国のクロイソスとアケメネス朝ペルシアのキュロス2世による一連の戦いにおける、リュディア滅亡を決定づけた決戦である。ヘロドトスやクセノポンによる記述が少しあるのみだが、それらによると、プテリアの戦いで兵の多くを失ったクロイソスをリュディアに追いやったキュロスが前547年12月、サルディスより北にある平原でリュディア軍の残党と会戦になった。クロイソスの軍勢はキュロスのそれの約2倍の規模であり、多くの新兵で補強されていたが、なおもキュロスの「不死隊」はこれを徹底的にに打ち破った。14日間のサルディス包囲（Siege of Sardis (547 BC)）の後、サルディスは陥落、恐らく王もこの頃に死亡し（あるいは捕らえられ）、リュディアはアケメネス朝に征服されることとなった。

## 背景
紀元前552年にメディア王国に「ペルシア反乱（Persian Revolt）」を起こしたキュロス2世は、メディアを裏切った将軍ハルパゴスとともに王アステュアゲスを打倒して紀元前550年に王国を征服。このことはそのまま隣接することとなったリュディアとの対立を意味した。キュロスは戦いの用意のできていなかったリュディア王を捕らえるつもりだったが、紀元前547年秋プテリアの戦いでは決定打を欠いたうえ、会戦のあったテュンブラでキュロスは自らの2倍以上の兵力のクロイソスの軍を目の当たりにした。リュディア軍はキュロスを迎え撃つために進軍し、同盟軍が到着しないうちにテュンブラにいたすべての予備軍を素早く武装させたが、結局到着することはなかった。クセノポンの『キュロスの教育』によると、キュロス軍には合計196,000人の兵士がおり、そのうち31,000から70,000人はペルシャ人であった。内訳は、弓兵と投石兵を含むと思われる歩兵2万人、いわゆる不死隊のものと思われる精鋭歩兵・騎兵1万人、ペルタスト2万人、槍（パイク）兵2万人である。弓兵と投石兵以外は、大小の盾を持っていたことが知られている。その他、アラブ人、アルメニア人、メディア人（イラン系）の歩兵が、各42,000人ずつ計126,000人所属した。
その他、ラクダ騎兵300人、戦車（チャリオット）300台、各棟が20人を収容できたとされる攻城塔5、6棟があった。戦車には市民と兵士が一人ずつ乗っていたこともあって、この兵力は全部で1,000人以上にのぼった。
同じくクセノポンによると、クロイソスは42万人の軍隊を率いており、バビロニア人、リュディア人、フリュギア人、カッパドキア人（Cappadocian Greeks）とヘレスポントス（現ダーダネルス）の国々から各6万人、合計で6万人の騎兵を含む30万人と、12万人のエジプト人により構成されていた。エジプト軍には300台の戦車が属し、これらには少なくとも500の兵がいた可能性があるという。クセノポンの記述による戦闘の人数は、たとえ真実でなくとも、十分有り得るものである一方、実際の戦闘に従事したのは半分以下であった可能性があるという。

## 戦い

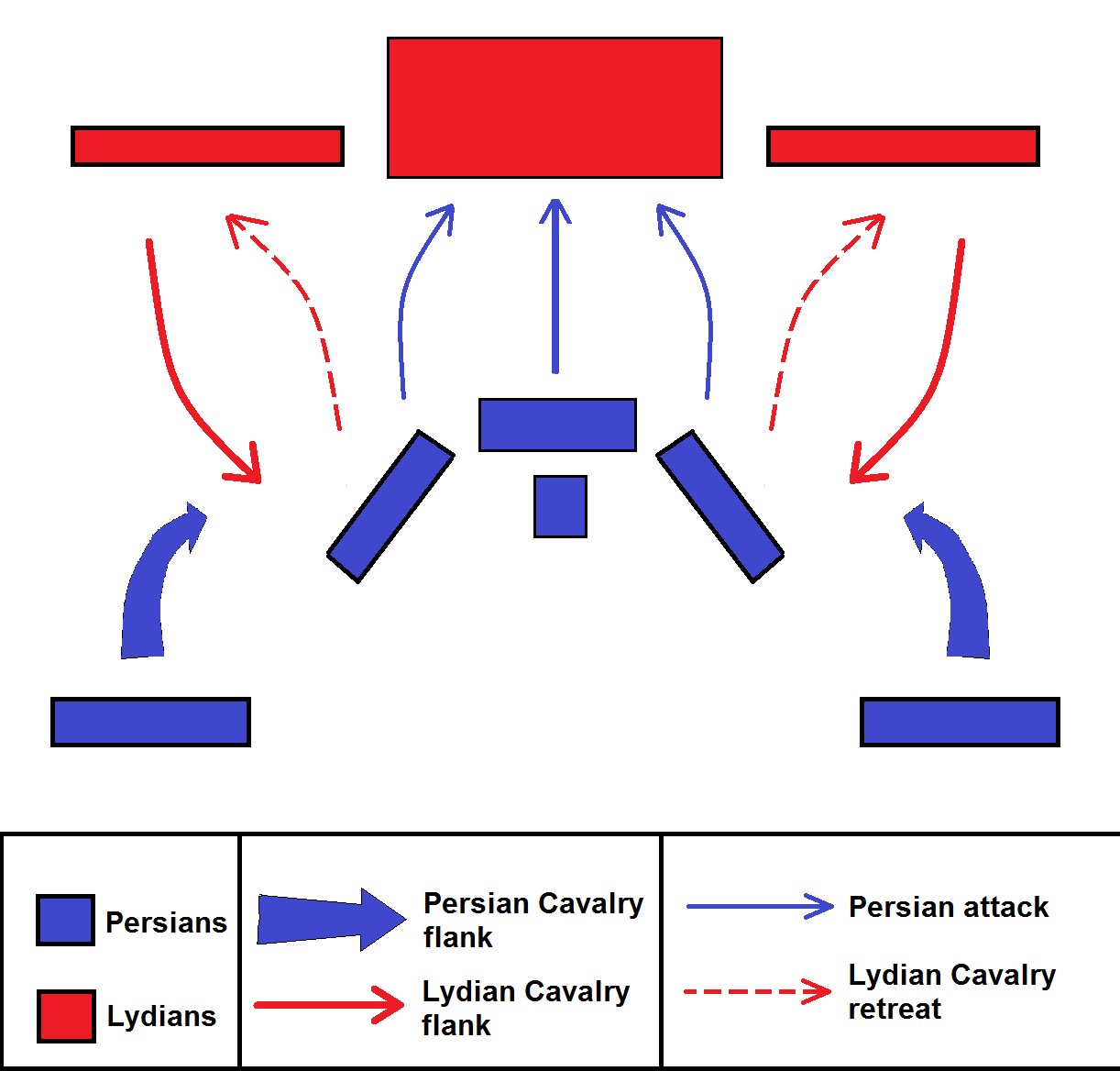
戦闘で用いられた戦略

キュロスは側面が四角い陣形になるように部隊を展開させ、その側面には戦車、騎兵、歩兵が位置した。さらに荷物のラクダを使って以て弓兵の周りの障壁とした。弓兵がリュディア軍に射掛けた時には、ラクダの臭いがさらにリュディア軍の馬を混乱させ、騎兵隊の突進を散乱させた。
キュロスの予想通り、リュディア軍の翼、つまり軍の左右はキュロスの斬新な陣形を包むように内側に回り込んだ。この時、翼の曲がる部分に隙間ができた。リュディア軍の混乱は、平方に配置されたペルシャ軍の弓兵と塔兵の頭上からの痛烈な攻撃によりさらに大きくなった。キュロスは攻撃の命令をし、側面の部隊が統率を失ったクロイソス軍の真横に激突した。やがてリュディアの騎兵隊は多くの兵士を失い、撤退を余儀なくされた。キュロス軍のほとんどは無傷だった一方でリュディア軍の騎兵は大部分が失われたため、キュロスはすべての騎兵と歩兵にクロイソス軍の残党を攻撃するよう命じた。歩兵のほとんどはすぐに降伏したが、クロイソスと歩兵の一部は退却して首都サルディスへ向かった。
ヘロドトスもこの戦いについての記述を起こしたが、具体的な数字はない。しかし、戦いの一部始終に関する記述は、後のクセノポンの記述を裏付けるものである。

## その後

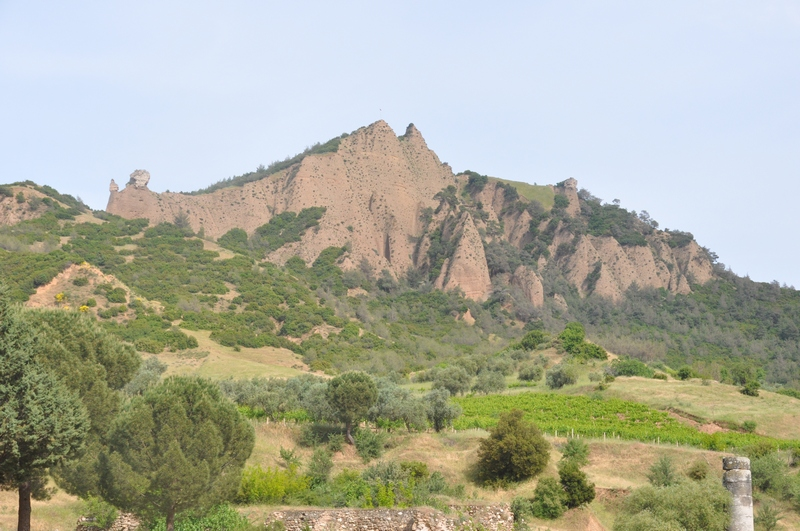
テュンブラの戦いはサルディスの城塞（画像中央）の下で行われ、リュディア人は来るサルディス包囲戦に備え撤退した。

戦いの後、リュディア人はサルディスの城壁内に追い込まれ、キュロスによって包囲された。14日後都市は陥落、隣接する地面の傾斜が急であるため攻撃を受けないと想定していた城壁の一部に守備を就かせなかったためとされる。クロイソスは捕らえられ、ギリシャのイオニアとアイオリスの都市を含むその領土は、キュロスの領土に組み入れられることとなった。この結果、ギリシャとペルシアは対立し、アケメネス朝第2代王ダレイオス1世の時代には、ペルシア戦争（紀元前499年 - 紀元前449年）に発展することになる。
キュロスはイオニアとアイオリスを獲得したのみならず、リュディア人のために戦っていたエジプト兵をして自発的に降伏させ、自らの軍隊に編入した。ヘロドトスによれば、キュロスは戦いの後、クロイソスを丁重に扱い、敬意を払った。バビロニアの『ナボニドゥスの年代記』によるとキュロスが「リュディア王」を打ち破り、殺害したということであるが、「リュディア王」というのが誰を指しているのかは不明である。